# Melanotaenia maccullochi
Melanotaenia maccullochi is een straalvinnige vissensoort uit de familie van de regenboogvissen (Melanotaeniidae). De wetenschappelijke naam van de soort is voor het eerst geldig gepubliceerd in 1915 door James Douglas Ogilby. Ze is vernoemd naar de Australische ichtyoloog Allan Riverstone McCulloch.
De soort komt voor in het zuidwesten van Nieuw-Guinea en het noordoosten van Australië, op het schiereiland Kaap York en in de omgeving van Cairns en Cardwell in Queensland. De typelocatie is Barron River in Noord-Queensland.
Deze kleine, tss 12 à 15 cm lange, regenboosvis is een populaire aquariumvis. Kenmerkend zijn de langsstrepen op de flanken, die bestaan uit kleine donkere stippen. De vinnen zijn kleurloos. Er zijn meerdere kleurvariaties bekend, met verschillende intensiteit van de langsstrepen en met kleurschakeringen op de rug- en anaalvinnen.